# Майенс, Тим
Тим Майенс (нидерл. Tim Maeyens, род. 23 августа 1981 года, Брюгге, Бельгия) — бельгийский гребец, участник трёх летних Олимпийских игр в заездах одиночек, многократный победитель этапов Кубка мира.

## Спортивная биография
Первым чемпионатом в составе сборной Бельгии для Майенса стал юношеский чемпионат мира 1998 года в Линце, где он в составе четвёрки парной занял 6-е место. Спустя год он стал бронзовым призёром юниорского первенства мира, но уже в соревнованиях одиночек. С 2002 года Майенс стал выступать на взрослом уровне. Первые несколько лет Тим заканчивал соревнования в финалах С и D. Первое призовое место в карьере молодой бельгийский гребец завоевал на этапе Кубка мира 2004 года в Мюнхене.
В 2004 году Майенс дебютировал на летних Олимпийских играх. Тим, заняв первое место в своём заезде, напрямую пробился в полуфинал, где занял второе место, пропустив вперёд только эстонца Юри Яансона. В решающем заезде бельгийский гребец не смог составить конкуренцию соперникам, придя к финишу последним. В 2005 году Майенс был близок к пьедесталу чемпионата мира, но занял там 4-е место. На протяжении следующих нескольких лет Майенс регулярно попадал в число 10 сильнейших, но попасть в тройку ему ни разу не удалось.
На летних Олимпийских играх 2008 года в Пекине Майенс вновь уверенно преодолел все отборочные этапы соревнований турнира одиночек, неизменно финишируя в тройке сильнейших. После 500 метров финального заезда Тим шёл на втором месте, совсем немного уступая британцу Алану Кэмпбеллу, но постепенно бельгийца начали обгонять другие гребцы, в результате чего он закончил дистанцию на обидном 4-м месте. В течение 2009 года Майенс дважды становился третьим на этапах Кубка мира, а также стал 4-м на чемпионате мира. Затем результаты бельгийца пошли вниз и до 2012 года ему не удавалось выйти в финал A. В мае 2012 года Майенс выиграл олимпийскую квалификационную регату в Люцерне.
Уже в первом заезде олимпийского турнира 2012 года Майенс закончил дистанцию за 6:42,52, установив тем самым новое лучшее олимпийское время, которое держалось с Игр 1996 года. Однако затем результаты Майенса стали существенно слабее и Олимпийские игры он завершил на итоговом 12-м месте. В сентябре 2012 года Тим занял 5-е место на чемпионате Европы, после чего принял решение завершить спортивную карьеру.

## Личная жизнь
- Изучал биоинженерию в Гентском университете[3]